# Phymatodes juglandis
Phymatodes juglandis là một loài bọ cánh cứng trong họ Cerambycidae.